# Nadine Apetz
Nadine Apetz (* 3. Januar 1986 in Haan) ist eine ehemalige Amateurboxerin der deutschen Nationalmannschaft in der Gewichtsklasse bis 69 kg (Leichtgewicht). Sie ist die erste deutsche Boxerin, die je eine WM-Medaille gewann.

## Leben
Zum Boxsport gelangte die Kölnerin, die zuvor Reitsport und Tennis betrieben hatte, erst mit 21 Jahren während ihres Biologie-Studiums im Jahre 2007 durch eine von der Universität Bremen angebotene Box-AG. Seit 2018 wird sie finanziell von der Bundeswehr unterstützt und war bis Ende 2020 Athletensprecherin im Deutschen Boxsport-Verband.
Beim Boxwettkampf im Weltergewicht bei den Olympischen Spielen 2020 in Tokio schied sie im Achtelfinale nach einer knappen Entscheidung der Kampfrichter für ihre Kontrahentin, die Inderin Lovlina Borgohain, aus.
Nach Olympia 2020 hatte sie vor, ihre Doktorarbeit fertigzustellen. Aufgrund der COVID-19-Pandemie und die dadurch verursachte Verschiebung der Spiele konnte sie dieses Ziel nicht realisieren.
Apetz wurde schließlich trotzdem in Neurowissenschaften promoviert. Ihre Dissertation beschäftigt sich mit dem Thema "Die tiefe Hirnstimulation bei Parkinson im Alter".
Apetz betreibt mittlerweile (Stand: Oktober 2022) keinen Boxsport mehr; in einem Interview mit der Süddeutschen Zeitung gab sie im Oktober 2022 an, während ihrer ganzen Karriere mit dem Boxen kein Geld verdient zu haben. Apetz wurde jedoch von der Stiftung Deutsche Sporthilfe gefördert und war in der Sportfördergruppe der Bundeswehr. Sie ist Angestellte einer kleinen Firma in der Nähe von Aachen.

## Karriere
Bei dem Euro-Olympiaqualifikationsturnier Anfang Juni 2021 in Paris gelang es Nadine Apetz, sich als erste deutsche Boxerin in der Geschichte des Deutschen Amateurboxens für die Olympischen Spiele zu qualifizieren. Damit hatte sie sich in der Gewichtsklasse Weltergewicht (bis 69 kg) für die Sommerspiele 2021 in Tokio qualifiziert.

## Größte Erfolge
Nadine Apetz war die erste deutsche Boxerin, die bei einer Weltmeisterschaft eine Medaille für Deutschland gewann.
- 5. Platz bei der Europameisterschaft 2011 in Rotterdam
- 3. Platz bei der Weltmeisterschaft 2016 in Astana
- 1. Platz bei der EU Meisterschaft 2017 in Cascia
- 3. Platz bei der Europameisterschaft 2018 in Sofia
- 3. Platz bei der Weltmeisterschaft 2018 in Neu-Delhi[6]
- 3. Platz bei den Europaspielen 2019 in Minsk
- 2. Platz bei der europäischen Olympiaqualifikation 2021 in Paris